# Деска, Юго
Юго Деска (фр. Hugo Descat; род. 16 августа 1992 года, Париж) — французский гандболист, выступает за французский клуб «Монпелье» и сборную Франции. Чемпион Олимпийских игр 2020 года.

## Карьера

### Клубная
Юго Деска начинал играть в гандбол во Франции в клубе «Кретей». В 2017 году переехал в Румынию и стал игроком клуба «Динамо» (Бухарест). В июле 2019 года перешёл во французский клуб «Монпелье».

### В сборной
Юго Деска выступает за сборную Франции. В составе сборной Франции Деска стал чемпионом Олимпийских игр 2020 года, и был признан лучшим крайним левым турнира. На чемпионате мира 2021 года в Египте, где французы заняли 4-е место, стал лучшим бомбардиром сборной (38 голов).

## Титулы
Клубные
- Победитель 2 лиги Франции: 2011, 2014
- Чемпион Румынии: 2018, 2019
- Обладатель суперкубка Румынии: 2018